# Болота (Тверская область)
 Болота  — деревня в Сандовском районе Тверской области.

## География
Находится в северо-восточной части Тверской области на расстоянии приблизительно 18 км по прямой на юг-юго-восток от районного центра поселка Сандово.

## История
Деревня была отмечена уже на карте 1825 года. В 1859 году здесь (деревня Весьегонского уезда Тверской губернии) было учтено 29 дворов. С 2005 до 2020 года входила в состав ныне упразднённого Топоровского сельского поселения.

## Население
Численность населения: 238 человек (1859 год), 42 (русские 98 %) в 2002 году, 15 в 2010.